# Собор Санта-Мария-Ассунта (Атри)
Собор Санта-Мария-Ассунта (итал. Concattedrale di Santa Maria Assunta) — кафедральный собор в честь «Вознесения Девы Марии» епархии Терамо-Атри Римско-католической церкви в городе Атри, в провинции Терамо, в регионе Абруццо, в Италии.
Храм является национальным памятником с 1899 года. 30 июня 1985 года собор посетил Папа Иоанн Павел II.

## История
Когда Атри был основан в XI—XII веке до нашей эры, на месте, где сейчас находится собор, стояли циклопические стены, окружавшие город. Древние римляне завоевали Атри в 290 году до н. э., разрушили циклопические стены и построили на месте будущего собора храм Геркулеса. Впоследствии там был построен домус, а также в I—II веке нашей эры, термы. После распада и исчезновения Западной Римской империи, Атри неоднократно подвергался нападению германских племен, и древнеримские бани были уничтожены.
В это же время в Атри распространилось христианство, и на руинах терм построили храм, используя при строительстве камни от прежнего сооружения. Эта церковь, построенная, вероятно, в IX веке, была небольшой, о чем сохранилось свидетельство в документе императора Оттона I (958). В XI веке из-за роста общины старый храм был разрушен и построен новый большой, но с невысоким потолком и пятью нефами. В церкви было много произведений искусства, однако, почти все они ныне утрачены (кроме фрагмента кафедры и алтаря).
Новая церковь была освящена в честь Санта Мария ди Атри (Богоматери Атрийской). Приход был поручен цистерцианцам, которые построили рядом монастырь. В XII—XIII веках церковь упоминается в документах императоров Генриха VI (1195) и Фридриха II (1200 и 1221), а также в буллах Пап Александра III (1177), Луция III (1181), Климента III (1189), Целестина III (1194) и Иннокентия III (1198).
В 1223 году церковь была перестроена и освящена собором всех прелатов Абруццо. Во время войны между гвельфами и гибеллинами, жители Атри сначала заняли сторону гибеллинов, а затем перешли на сторону гвельфов. В награду за лояльность по отношению к понтифику Папа Иннокентий IV, по совету кардинала Капоччо, основал епархию Атри, занимавшую всю территорию нынешней провинции Терамо. Через год, в 1252 году, тот же Папа сократил площадь епархии, установив границы между реками Вомано и Пьомба, и в том же году объединил новую епархию с епархией Пенне, сохранив за Атри автономный статус.
Вместе с тем церковь была возведена в ранг собора. Тогда же храм начал рушиться, потому что колонны, построенные по проекту архитектора Леонардо ди Кристофоро в 1223 году, оказались слишком тонкими. Новая реконструкция началась около 1260 года под руководством двух местных архитекторов, известных в регионе: Раймондо дель Поджо и Райнальдо д'Атри. Эти архитекторы являются основателями атрийской школы в архитектуре, художественные тенденции которой прослеживаются и сегодня. Реконструкция была завершена в 1284 году. Три нефа были разделены тяжелыми восьмиугольными пилястрами. Собор был переосвящен в честь Санта-Мария-Ассунта, успения Богоматери.
С XIV до начала XVII века, благодаря покровительству герцогов Атри из рода Аквавива, ризница собора и внутреннее убранство обогатились бесценными произведениями искусства, например, колоколом (1305—1502), фресками «История Христа и Марии» в пресвитерии (1460—1470) и «Евангелисты» (1481) на своде пресвитерия кисти Андреа Де Литио, знаменитого художника эпохи Возрождения в Абруццо.
В 1824 году епископ Доменико Риччардони построил небольшие своды в центральном нефе, перестроил крышу собора, избавив храм от опасности быть затопленным. 19 февраля 1899 года собор Санта-Мария-Ассунта в Атри был объявлен национальным памятником.
С 1954 по 1964 годы в соборе были проведены впечатляющие реставрационные работы по проекту архитектора Гульельмо Матиэ, которые придали церкви нынешний облик. Храму вернули ряд окон, хоры в романском стиле и задний фасад, были снесены капелла Успения, ризница и помещение рядом с ризницей. Все произведения искусства из бывшей ризницы перенесли в музей при соборе. Алтарь святой Анны в капелле Аквавива, находившийся рядом с алтарем Успения, был демонтирован и собран у контрфасада. Также были удалены некоторые барочные алтари, уничтожена гробница блаженного Николая, местночтимого подвижника, чей культ, не был утвержден Церковью; при этом было утрачено его тело. Своды нефа были разрушены, крыше вернули деревянное покрытие, капелла Святых Даров была перенесена, и на этом месте был помещен алтарь дей Корви.
Кроме того, чтобы сделать видимой мозаику древнеримских терм, был приподнят пресвитерий и в пол заложены пластины из стекла. Балдахин Карло Риччоне над алтарем был удален, поскольку закрывал собой фрески. Его перенесли в соседнюю церковь Святой Репараты. В ходе этой реставрации были обнаружены фрагменты древней церкви Санта Мария ди Атри. Реконструкция затронула и музей при соборе. Все работы были завершены 12 сентября 1964 года, и Папа Павел VI присвоил собору статус малой базилики.
30 июня 1985 года Папа Иоанн Павел II посетил епархию и служил в соборе Мессу в присутствии тысяч людей со всего Абруццо. 30 сентября 1986 года епархии Терамо и Атри были объединены, и церковь Санта-Мария-Ассунта в Атри утратила статус кафедрального храма, став сокафедральным храмом.
Во время реставрации были совершены две ошибки: первая, был уничтожен древний орган и заменен современным, вторая, была не правильно сделана растяжка пола. Последняя ошибка, из-за которой спустя сорок лет пол треснул, привела к временному закрытию храма и новой реконструкции с 2003 по 2008 год. Снова для богослужений собор открылся 21 декабря 2008 года.
Во время последних реставрационных работ пол переложили плитами из обожженного травертина, имитировавшего цвет пилястр, под полом была проведена система отопления для холодного времени года, заменены стеклянные пластины, переделана штукатурка, отреставрированы все произведения искусства. Основные реставрационные работы с 1996 по 1999 год прошли в колокольне. Во время грозы молния ударила в сферу с крестом, которые находились на вершине башни. Реконструкция позволила восстановить всю верхнюю часть башни и заменить сферу точной копией, оригинал был передан в музей при соборе. Во время землетрясения 2009 года церковь была закрыта в течение двух дней для ревизии, в ходе которой были обнаружены небольшие повреждения штукатурки в левом нефе, но вся конструкция собора продемонстрировала устойчивость, и богослужения возобновились. Однако, в качестве меры предосторожности, проход в левый неф был ограничен до июня 2009 года.

## Описание
Величественный фасад выходит на Пьяцца Дуомо (Соборную площадь). Раньше его украшал шпиль, который рухнул во время землетрясения 17 сентября 1563 года и не был восстановлен. Построенный из камня, привезенного из Истрии, как и вся церковь, фасад имеет центральный портал, созданный Раймондо дель Поджо и Райнальдо д’Атри между 1288 и 1305 годами. В обрамлении колонн, с капителями в виде двух бестий, портал является важным образцом готической архитектуры в Абруццо.
Люнет над порталом украшает фреска «Успения Пресвятой Девы Марии» XVI века, ошибочно приписывавшаяся Андреа Де Литио. Справа от портала сохранились фрагменты гигантской фрески XIII века с изображением Святого Христофора, покровителя путешественников и паломников.
Над порталом великолепная роза с 12 «лепестками», одна из лучших в Абруццо, работа неизвестного автора. Над розой находится ниша с мраморной статуей Мадонны с младенцем на троне, конца XIII века. Автор статуи также неизвестен, возможно, он принадлежал к местной художественной школе, однако, статуя содержит черты готической скульптуры, свойственные работам Арнольфо ди Камбио. На месте шпиля, рухнувшего в 1563 году, установлен декор в виде ряда арок в стиле эпохи Возрождения.
На правой стороне собора, обращенной в сторону улицы Андреа Де Литио, с видом на епископский дворец, семинарию и церковь Святой Репараты, находятся три портала. Первый был построен Райнальдо д’Атри в 1305 году в готическом стиле с богатым ажурным орнаментом. В люнете над порталом фреска «Венчание Богоматери небесной славой» была выполнена 1200—1300 годах неизвестным художником, связанным со школой Чимабуэ. Этот же художник, прозванный «Мастером люнетов в Атри», является автором фресок, обнаруженных в люнетах и над двумя другими порталами. Первый портал получил привилегию и статус Святых врат. Собор в Атри является одной из семи церквей в мире, имеющих Святые врата, и связанную с ними привилегию индульгенции. К 1295 году относится первое упоминание о Святых вратах в Атри. По этой причине в 1305 году небольшой портал был заменен на более величественный. Неизвестно имя Папы, предоставившего эту привилегию собору, возможно, им был Целестин V, чья мать была родом из Атри, или Бонифаций VIII, ставший Папой в 1295 году. Ныне Святые врата открываются 14 августа в присутствии тысяч паломников и закрываются восемь дней спустя, 22 августа, всегда в присутствии епископа.
За Святыми вратами находится второй портал, который, как правило, всегда открыт в часы посещений собора (основная дверь открывается во время Месс и торжественных процессий). Этот портал был создан в 1288 году Раймондо дель Поджо и зажат между двух пилястр. По бокам от него находятся скульптуры львов в романском стиле. Портал также украшен изображением Агнца с крестом (символ Иисуса), а также гербом Анжуйской династии, правившей в то время Неаполитанским королевством. Фреска в люнете над порталом изображает Мадонну с младенцем и двумя святыми.
Третий и последний портал, рядом с церковью Святой Репараты, открывается в исключительных случаях. Он был создан Раймондо дель Поджо в 1302 году в готическом стиле и имеет богатый декор. Особенный интерес представляют скульптуры льва спокойного и льва ревущего. Фреска в люнете над порталом изображает Мадонну с младенцем и святыми Иаковом и Иоанном.
На правой стороне храма находятся окна с витражами XIII века.
С тыльной стороны собора, выполненной в стиле романской готики, открывается вид на монастырь. Здесь находятся романские окна XI—XII веков. В нижней части заднего фасада большой балкон. В верхней части — круглое окно, которое освещает храм, вместе с двумя другими малыми окнами.
На левой стороне собора есть два окна, украшенные витражами с изображениями святых. Здесь же находится вход в музей при соборе.
Колокольня квадратной формы стоит на крыше и хорошо видна даже в ночное время суток (с помощью современного освещения). Кроме того, достигая в высоту почти 64 метра, она является самой высокой башней в Абруццо. Построена колокольня в 1264—1305 году Райнальдо д’Атри. В 1502 году Антонио да Лоди завершил возведение колокольни, добавив восьмиугольный барабан, увенчанный сферой и крестом.
Колокольня имеет 7 колоколов, каждый со своим именем. Чтобы подняться на самый верх башни необходимо сделать 147 шагов. В ясную погоду в хороший телескоп с колокольни можно увидеть Динарское нагорье.
Внутри собор имеет три нефа. Центральный самый высокий, боковые нефы — один пониже, другой на той же высоте, что и центральный. Средневековые колонны украшены, отличающимися друг от друга, капителями, созданными в 1223, 1260—1284 годах Раймондо дель Поджо и Райнальдо д’Атри.
В левом нефе находятся фрески «Истории Иисуса» (1340, Лука д'Атри или Мастер из Оффиды), фрески с изображением Святого Николая и Иакова (XIV век, автор неизвестен), фреска Богоматери Лореттанской, получившей местное название «Мадонна д’Альто Маре» (1460, Антонио Де Литио), старейшая фреска храма «Встреча трех живых и трех умерших» (1260), капелла Арлини в стиле барокко, с позолоченным деревянным алтарем 1618 года, капелла Святых Даров, капелла дей Корви с мраморным алтарем 1577 года и место, которое некогда занимал демонтированный орган (самый большой в Абруццо).
Здесь также находятся основание колокольни с фрагментами фресок XIV и XV—XVI веков, мраморный баптистерий (1503, Паоло де Гарвиис) с купелью в стиле эпохи Возрождения, фрагменты древней церкви Санта Мария ди Атри и ризница со многими предметами культа и произведениями искусства.
В правом нефе находятся фрески XIII и XIV—XV веков, в том числе «Мадонна дель Карделлино» со Святыми Иоанном Крестителем и Иоанном Евангелистом и «Мадонна дель Лате» (Богоматерь Млекопитающая) со Святыми Антонием, Берардом и Репаратой (XIV, Мастер из Оффиды), Святой Иаков Старший и Святая Екатерина (1360, Андреа да Болонья).
Здесь также находится капелла Аквавивы с алтарем Святой Анны 1505 года, алтарь Святого Николая, подаренный собору купцом-арабом, крестившимся мусульманином, в благодарность Святому Николаю за избавление от гибели во время шторма. Этот алтарь иногда называют «алтарем портных» из-за изображенного на нем Святого Омобона, покровителя портных.
Центральный неф разделен 8 пилястрами (по 4 с каждой стороны). Все столбы покрыты средневековыми фресками с изображениями Богоматери и святых, в том числе кисти Антонио Мартини ди Атри.
Алтарь находится в центре пресвитерия. Он сделан из мрамора в XII веке. Внутренне убранство собора (стены хоров) украшено фресками «Истории Марии» работы Андреа Де Литио XV века (из 22 картин сохранилось 14), выполненные мастером по заказу юного герцога Андреа Маттео III Аквавива.

## Галерея
- Mадонна адоранте иль Бамбино (1465), Андреа Де Литио
- Извещение Пресвятой Девы Марии о смерти, Андреа Де Литио
- Прощание Пресвятой Девы Марии с апостолами, Андреа Де Литио